# وقتی برگشتم…
وقتی برگشتم… فیلمی به کارگردانی، نویسندگی و تهیه‌کنندگی وحید موسائیان محصول سال ۱۳۹۴ است.
این فیلم در تاریخ ۸ آذر ۱۳۹۶ در سینماهای ایران اکران شده‌است

## خلاصه داستان
خانه‌ای قشنگ دارد و فرنگ. رؤیا دارد و واقعیت و عشقی که خانه را سرپا نگه می‌دارد.

## بازیگران
| بازیگر        | نقش        |
| ------------- | ---------- |
| رضا کیانیان   | بهرام      |
| افشین هاشمی   | حمید       |
| احترام برومند | فرنگ       |
| منظر لشگری    | قشنگ       |
| رعنا آزادی‌ور  | فرا        |
| لادن مستوفی   | هما        |
| بیتا فرهی     | نسترن      |
| سروش صحت      | داریوش     |
| حسین محب‌اهری  | دکتر شفیع  |
| امید روحانی   | دکتر هوشنگ |